# Korotan, Dunaj
Korotan je hotel, študentski dom in slovenski kulturni center na Dunaju.

## Lokacija
Nahaja se v osmem dunajskem okraju, v relativni bližini Dunajske univerze.

## Zgodovina
Ustanovljen je bil na pobudo patra Ivana Tomažiča, ob sodelovanju Celovške Mohorjeve družbe in je bil odprt leta 1966. Arhitekt je bil na Dunaju živeči in delujoči slovenski arhitekt Boris Podrecca. Namenjen je bil predvsem  za nastanitev  študentov s Koroške ter tudi turistov. 
V navzočnosti uglednih predstavnikov kulturnega, političnega in verskega življenja je 28. oktobra 1994 tedanji avstrijski minister za znanost, dr. Busek, otvoril obnovljeni visokošolski dom Korotan na Dunaju.
Po ponovni prenovi in dokapitulaciji ga je leta 2009 odkupila Republika Slovenija, ki ga je prepoznala kot ključno točko slovenske manjšine na Dunaju. V njem deluje študentski dom, pa tudi Slovenski kulturni center, S stavbo znova upravlja Celovška Mohorjeva družba (Studentenheim Korotan GmbH).

## Slovenski kulturni center Korotan
Slovenski kulturni center Korotan prireja vsakovrstne razstave (slike, plastike, keramika).
Posebej si prizadeva za promocijo in predstavitev slovenske kulture in umetnosti na Dunaju. Obenem imajo študenti glasbe iz vsega sveta možnost v Korotanu prirejati koncerte.